# GEフィナンシャルサービス
GEフィナンシャルサービス株式会社（ジーイーフィナンシャルサービス、GEFS）は、かつて存在した米ゼネラル・エレクトリック（GE）系の総合リース・法人金融会社。
2010年1月1日付で、GEの日本法人である日本GE株式会社と合併し解散。

## 概要
経営破綻した日本長期信用銀行系の総合リース会社、日本リースをGEが1999年に買収したことにより発足。2001年に社名をGEキャピタルリーシング株式会社に改称した。
さらに2008年には社名をGEフィナンシャルサービスに変更し、翌2009年に同じGEグループ会社のGE三洋クレジット株式会社（小口リース）、GEフリートサービス合同会社（自動車リース・管理）、GEコマーシャルレンディング・ジャパン株式会社（法人向融資）を統合したことにより、日本におけるGE法人金融部門の統括会社として位置付けられることとなった。
現在は日本GEの総合法人金融部門（GEキャピタル）として、設備・資産のリース・ファイナンス、オートリース・車両管理、法人向融資、医療機関向けファイナンスなどの幅広い事業を展開している。

## 沿革
- 1999年3月1日 - GEが日本リースのリース部門と日本リースオート（後のGEフリートサービス）を買収。
- 2000年 - 福銀リースの株式の95％を取得。
- 2001年 - GEキャピタルリーシングに社名変更。
- 2006年 - 荘内銀行グループのグランド山形リースの株式の95％を取得、荘内銀行と戦略的業務提携契約を締結[2]。
- 2008年 - GEフィナンシャルサービスに社名変更。
- 2009年
  - 1月 - GE三洋クレジットと合併[3]。GEコマーシャルレンディング・ジャパンの事業を統合。
  - 2月 - GEフリートサービスと合併。
- 2010年1月 - 日本GEに合併[1]。

## 関連会社
- 株式会社エース総合リース
- 福銀リース株式会社
- グランド山形リース株式会社
- ジーエフアール債権回収株式会社